# Mathieu van Rijswick

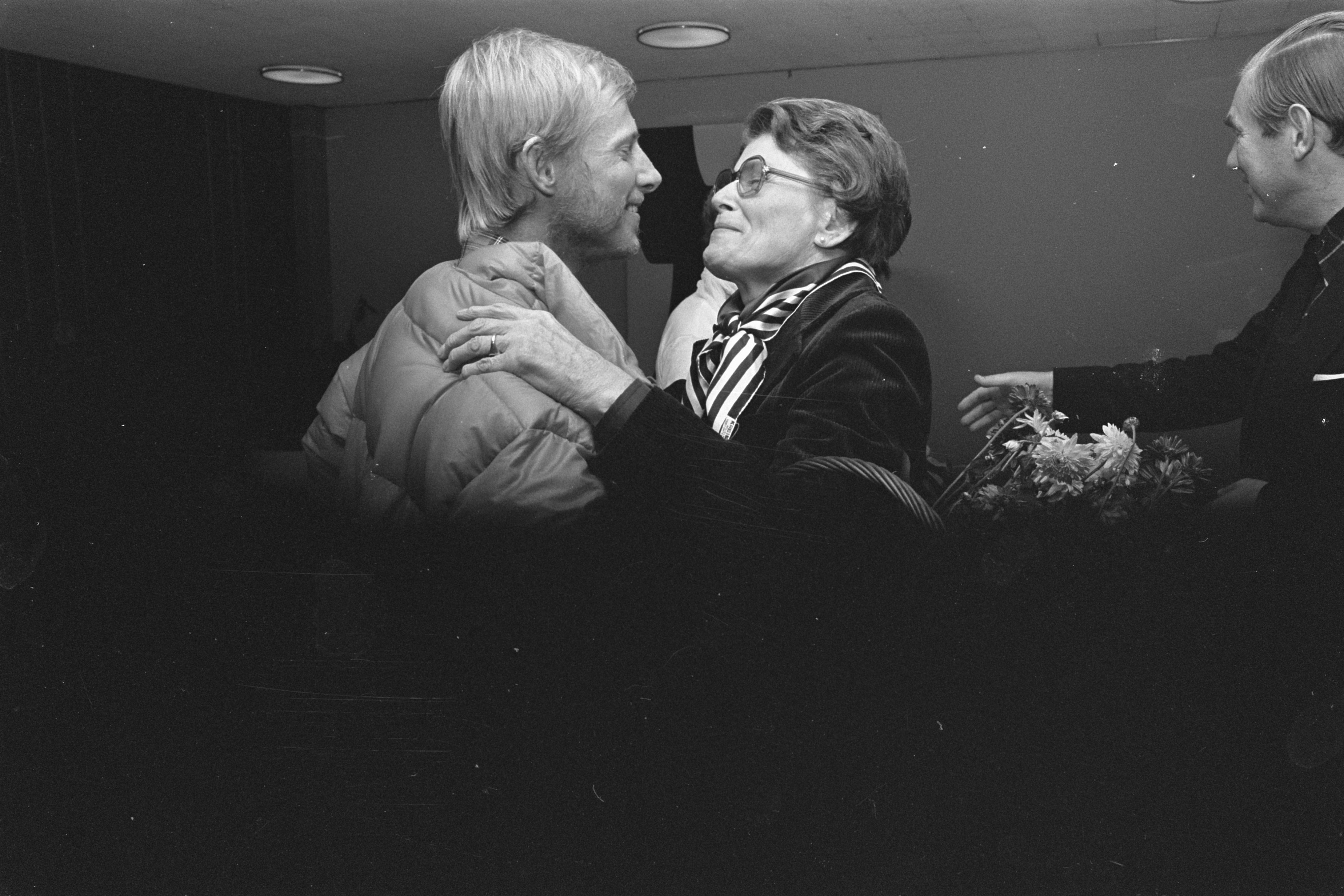
Aankomst op Schiphol na beklimming Annapurna I, 1977

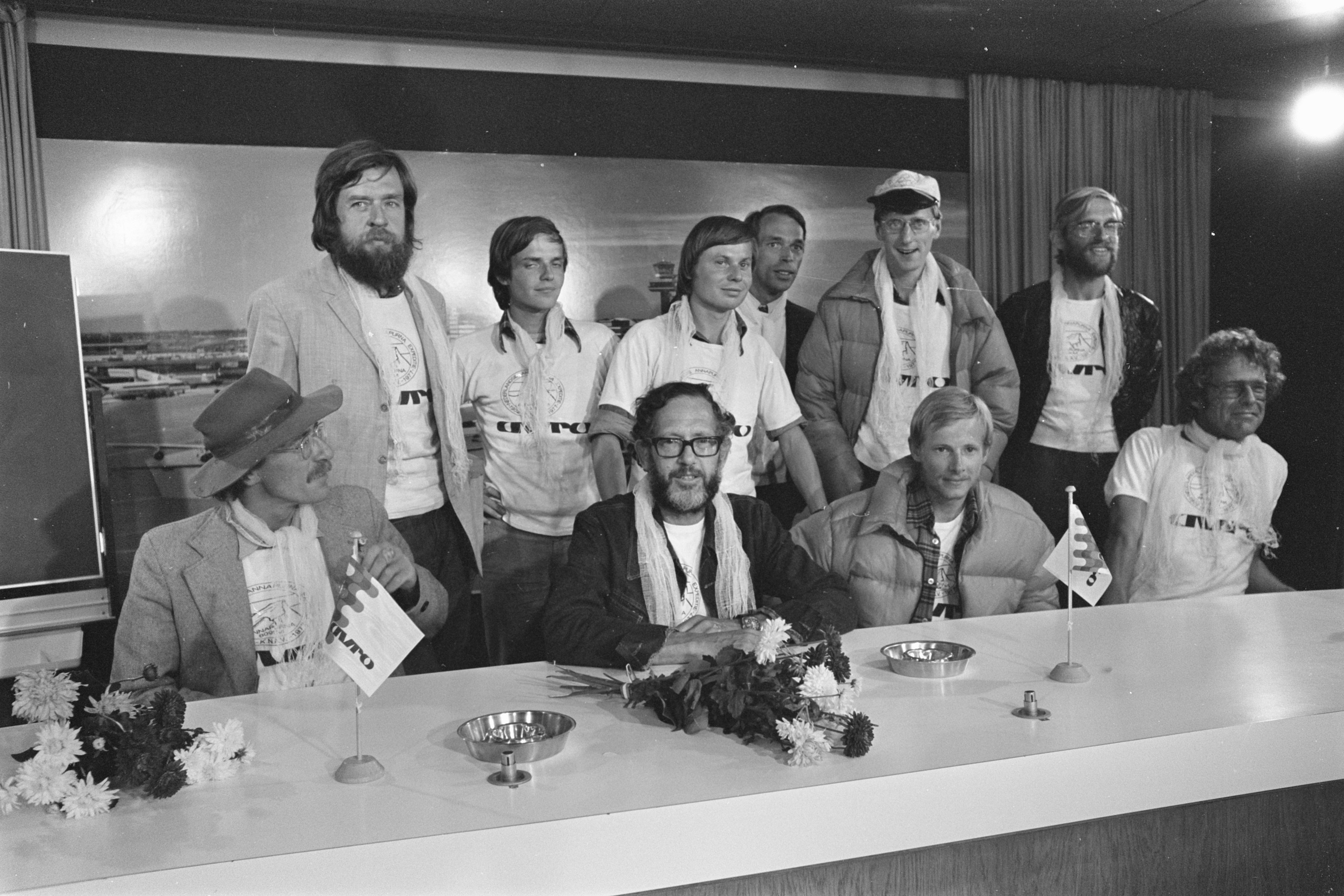
De bergbeklimmers op Schiphol, 1977

Mathieu van Rijswick is een Nederlandse bergbeklimmer en alpinist. Hij was in 1977 de eerste Nederlander op de top van de Annapurna I en de eerste Nederlander boven de 8000 m hoogte.
Van Rijswick bereikte de top van de 8091 meter hoge Annapurna op 13 oktober 1977, in het gezelschap van de Nepalese Sherpa Sonam. De expeditie stond onder leiding van Xander Verrijn Stuart.